# KN-23
KN-23, офіційна назва Hwasong-11Ga (кор. 《화성-11가》형 (поліпшена Hwasong-11)) позначення твердопаливної тактичної балістичної ракети виробництва Північної Кореї.

## Конструкція
Ззовні ракета KN-23 схожа на російську балістичну ракету 9М723 оперативно-тактичного комплексу «Іскандер-М» та південнокорейську Hyunmoo-2B з певними зовнішніми відмінностями.
Подібно ракеті «Іскандер-М» має квазібалістичну траєкторію, після досягнення висоти в близько 50 км рухається в атмосфері, де може виконувати корекцію траєкторії польоту аеродинамічними рулями.
За оцінками, з бойовою частиною в 500 кг дальність польоту становить до 450 км. З легшою бойовою частиною дальність зростає до 690 км. Бойова частина може бути звичайна: унітарна або касетна, чи ядерна.
За умови застосування супутникової системи навігації для наведення ракети її кругове імовірне відхилення може бути на рівні 100 метрів, а при використанні лише інерційної системи наведення — до 200 метрів.
Ракета KN-23 має істотно більші габарити за ракету комплексу «Іскандер» та, ймовірно, має такий самий твердопаливний ракетний двигун діаметром 1,1 м від ракети Pukkuksong-1. Цей двигун дещо довший, а ракета має тільки одну ступінь. Двигун має істотно відмінну від «Іскандера» будову, а транспортно-пускова установка має більше місця для ракети.
Ракета KN-23 імовірно має замінити старіші оперативно-тактичні балістичні ракети з рідинним двигуном типу Hwasong-5 та Hwasong-6. Завдяки колісній транспортно-пусковій установці та твердопаливному ракетному двигуну має значно кращу мобільність та готовність до пуску. Квазібалістична траєкторія з низьким апогеєм та здатністю маневрувати на термінальній ділянці робить її складнішою мішенню для систем протиракетної оборони. Вища, в порівнянні з попередніми системами, точність означає меншу витрату для ураження цілі.
Імовірно, в розробці KN-23 були використані готові напрацювання з інших країн. Так, наприклад, Корейське центральне інформаційне агентство на відміну від KN-24 згадує лише постачання KN-23 у війська, та майже не згадує про її розробку. В той час, як KN-24 названі «Снарядами чучхе», для KN-23 таке позначення ніколи не використовується. Те, що основна увага приділяється бойовій готовності системи також свідчить на користь того, що ракета була передана у війська без випробувань (на відміну від, наприклад, Hwasong-10). Попри все, ракета KN-23 має істотні відмінності від балістичних ракет комплексу «Іскандер».
Ракета KN-23 має достатньо місця для 1500 кг бойової частини в порівнянні з 700 кг для ракет комплексу 9К72 «Ельбрус» або 800 кг «Іскандер».

## Характеристики
- Максимальна зафіксована дальність пуску цієї ракети становить до 690 км[7]
- Бойова частина оцінюється у 500 кг
- Довжина 7,5 м
- Діаметр 0,95 м
- Загальна маса 3415 кг

## Варіанти
Відомі такі варіанти ракети:
- Hwasong-11Ga/Hwasong-11A — Базовий варіант, ззовні подібна балістичній ракеті комплексу «Іскандер»[15].
- Hwasong-11Da/Hwasong-11C — Варіант більший за розміром, начебто має бойову частину масою 2,5 тони[15].
- Hwasong-11Ra/Hwasong-11D — Менший за розміром варіант з меншою ефективною дальністю[15].
- Hwasong-11ㅅ/Hwasong-11S — Варіант Hwasong-11A для підводного старту[15].

## Бойове застосування

### Російсько-українська війна
4 січня 2024 року речник Ради національної безпеки США повідомив, що за даними розвідки Росія використала північнокорейські балістичні ракети під час масштабних атак 29 грудня 2023 року у напрямку Запоріжжя та 2 січня 2024 року по Харкову. Ці дані підтвердило українське видання Defense Express з огляду на проведений аналіз уламків та що йдеться саме про KN-23. Одна з ракет, від якої залишились доволі великі уламки, вдарила по центру Харкова, неподалік майдану Свободи.
За даними американської розвідки випущена 29 грудня 2023 року ракета впала у полі в Запорізькій області, а 2 січня 2024 р. Росія вже застосувала кілька північнокорейських ракет. Декілька північнокорейських ракет було знов застосовано 6 січня 2024 року, принаймні одна з них поцілила по Харкову.
10 січня 2024 року міністри закордонних справ 47 країн засудили постачання Північною Кореєю балістичних ракет Росії.
7 лютого 2024 року Росія ймовірно знову використала північнокорейські балістичні ракети під час масованого ракетного обстрілу України 7 лютого 2024 року. За попередніми даними було використано дві ракети для удару по Харкову.
Щонайменше 24 ракети (імовірно, Kn-23/24) були використані російськими окупантами під час ракетних обстрілів України. За період з 30 грудня 2023 по 7 лютого 2024 року окупанти завдали щонайменше 12 ударів по семи регіонах України цим типом ракет — по Запоріжжю, Києву (три атаки), Харкову (дві атаки) та містам і селам в Кіровоградській, Полтавській, Донецькій, Дніпропетровській областях. Ці обстріли вбили 14 цивільних, і ще понад 70 осіб дістали поранення[джерело?].
15 лютого 2024 року, за повідомленням Нацполіції України, в ході масованого ракетного удару, по Запоріжжю російські окупанти завдали обстріли трьома ракетами типу KN-23 та Х-31. 16 лютого 2024 року імовірно знову було застосовано ракети KN-23 по Полтавщині та Кіровоградщині.
Після перших випадків застосування цих ракет сталась перерва тривалістю в майже п'ять місяців. На думку видання Defense Express вона була потрібна росіянам або для доопрацювання ракет (усунення виявлених недоліків), або ж для напрацювання нової тактики їхнього застосування в поточних умовах.
5 серпня 2024 року — по Києву, Броварах і Полтаві.
В ніч з 10 на 11 серпня 2024 по Київщині. В результаті самоліквідації ракети і безконтрольного падіння знищено приватний будинок, загинуло 2 людей (серед них 1 дитина).
13 квітня 2025 року російська армія скоїла черговий воєнний злочин в м. Суми. Російські загарбники вдарили двома балістичними ракетами типу Іскандер-М/KN-23 по центру міста. Внаслідок ракетного удару загинуло 32 особи, з них дві дитини. Також постраждали 84 особи, з них 10 дітей. За повідомленням начальника ГУР Міністерства оборони України Кирила Буданова, злочинний удар завдали російські розрахунки 112-ї та 448-ї ракетних бригад з території Воронєжської (н. п. Ліскі) та Курської (н. п. Лєженькі) областей держави-агресора відповідно.
У ніч на 24 квітня РФ для комбінованого удару по Києву використала балістичні ракети KN-23 з КНДР, разом із крилатими ракетами та дронами типу Shahed-136. В результаті атаки північнокорейською ракетою було уражено житловий будинок.

## Оператори

### Росія
В перших числах 2024 року стало відомо, що Росія застосовує балістичні ракети північнокорейського походження. Аналіз уламків вказав на KN-23. Однак, достеменно невідомо скільки пускових установок було отримано, хто їх обслуговує — північнокорейські військові, або ж російські військові.
За словами начальника Головного управління розвідки України Кирила Буданова в 2024 році РФ отримала від КНДР 148 балістичних ракет KN-23. Очікується, що у 2025 році Пхеньян передасть Москві ще 150 таких ракет.
Слід зазначити, що резолюціями Ради Безпеки ООН 1718 (2006), 1874 (2009), та 2270 (2016) накладено ембарго на Північну Корею: ними заборонено країнам-членам ООН купувати та/або продавати озброєння та військову техніку до КНДР.